# Championnat féminin du CECAFA
Le Championnat féminin du CECAFA oppose les équipes nationales de football féminin des fédérations d'Afrique centrale et d'Afrique de l'Est membres du CECAFA. 

## Palmarès
| Année | Pays hôte | Finale   | Finale | Finale    | Match de la troisième place | Match de la troisième place | Match de la troisième place |
| Année | Pays hôte | Champion | Score  | Finaliste | Troisième                   | Score                       | Quatrième                   |
| ----- | --------- | -------- | ------ | --------- | --------------------------- | --------------------------- | --------------------------- |
| 1986  | Zanzibar  | Zanzibar |        |           |                             |                             |                             |
| 2016  | Ouganda   | Tanzanie | 2 - 1  | Kenya     | Éthiopie                    | 4 - 1                       | Ouganda                     |
| 2018  | Rwanda    | Tanzanie | Groupe | Ouganda   | Éthiopie                    | Groupe                      | Kenya                       |
| 2019  | Tanzanie  | Kenya    | 2 - 0  | Tanzanie  | Ouganda                     | 2 - 0                       | Burundi                     |
| 2022  | Ouganda   | Ouganda  | 3 - 1  | Burundi   | Éthiopie                    | 2 - 1                       | Tanzanie                    |
| 2025  | Tanzanie  | Tanzanie | Groupe | Kenya     | Ouganda                     | Groupe                      | Burundi                     |